# Eduard Schreur
Eduard Schreur (Dinxperlo, 20 december 1945) was een Nederlandse voetballer die op latere leeftijd semi-prof werd bij De Graafschap in Doetinchem. Dat was in de seizoenen '73-'74 tot en met '75-'76 onder de trainers Piet de Visser en Evert Teunissen. De Superboeren speelden toen in de Eredivisie.